# Snowornis
Snowornis es un género de aves paseriformes perteneciente a la familia Cotingidae que agrupa a dos especies endémicas de regiones andinas de América del Sur, donde se distribuyen desde el suroeste de Colombia hasta el centro este del Perú. A sus miembros se les conoce por el nombre vulgar de guardabosques o pihas. Las especies estaban anteriormente incluidas en Lipaugus.

## Etimología
El nombre genérico masculino «Snowornis» conmemora al ornitólogo británico David William Snow (1924-2009) combinado con la palabra del griego «ornis, ornithos» que significa pájaro.

## Características
Las aves de este género miden 23,5 cm de longitud y son predominantemente de color verde oliváceo. Escasas, habitan en piedemontes húmedos y selvas subtropicales andinas.

## Taxonomía
El ornitólogo David William Snow fue el primero a sugerir en 1982 que las dos especies andinas de Lipaugus, los pihas verdes, podrían ser parientes distantes del resto del género; posteriormente, en 1990, Richard O. Prum encontró cinco características morfológicas bien diferenciadas, lo que lo condujo a describir un nuevo género Swonornis, en 2001, para separarlas. El nombre homenajea a Snow por sus muchas contribuciones al entendimiento de la ecología, el comportamiento y la sistemática de Cotingidae y Pipridae.
Berv & Prum (2014) produjeron una extensa filogenia para la familia Cotingidae reflejando muchas de las divisiones anteriores e incluyendo nuevas relaciones entre los taxones, donde se propone el reconocimiento de cinco subfamilias. De acuerdo a esta clasificación, Snowornis pertenece a una subfamilia Rupicolinae Bonaparte, 1853, junto a Carpornis, Phoenicircus y Rupicola. El Comité de Clasificación de Sudamérica (SACC) aguarda propuestas para modificar la secuencia linear de los géneros y reconocer las subfamilias.

## Lista de especies
Según las clasificaciones del Congreso Ornitológico Internacional (IOC) y Clements Checklist/eBird, el género agrupa a las siguientes especies con el respectivo nombre popular de acuerdo con la Sociedad Española de Ornitología (SEO):
| Imagen | Nombre científico      | Autor                         | Nombre común           | Estado de consservación | Distribución |
| ------ | ---------------------- | ----------------------------- | ---------------------- | ----------------------- | ------------ |
|        | Snowornis cryptolophus | (P.L. Sclater & Salvin, 1877) | guardabosques oliváceo | LC                      |              |
|        | Snowornis subalaris    | (P.L. Sclater, 1861)          | guardabosques coligrís | LC                      |              |